# 巨蟹座
巨蟹座（英語：Cancer，天文符号：♋），是黄道带星座之一，星座日期6/22~7/22，面积505.87平方度，占全天面积的1.226%。巨蟹座中亮于5.5等的恒星有23颗，最亮星为柳宿增十（巨蟹座β），视星等为3.52。每年1月30日子夜巨蟹座中心经过上中天。巨蟹座位于双子座和狮子座之间、北方是天猫座、南面则是小犬座和长蛇座，是一个暗淡细小的星座，没有亮于3等的恒星。中心位置：赤经8时10分，赤纬20度。

## 特征

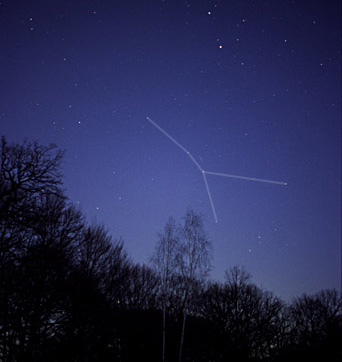
巨蟹座，因為它可以用肉眼看到（帶星座線繪製）。

巨蟹座位于双子座和狮子座之间、北方是天猫座、南面则是小犬座和长蛇座，是一個暗淡細小的星座，没有亮于3等的恒星。巨蟹座较亮的3颗恒星α、β、δ组成一个“人”字形结构。
这个星座有两个梅西耶天体：M44位于鬼宿四（巨蟹座δ）附近；M67位于位於柳宿增三（巨蟹座α）以西。两者均为疏散星团。

## 星座神話

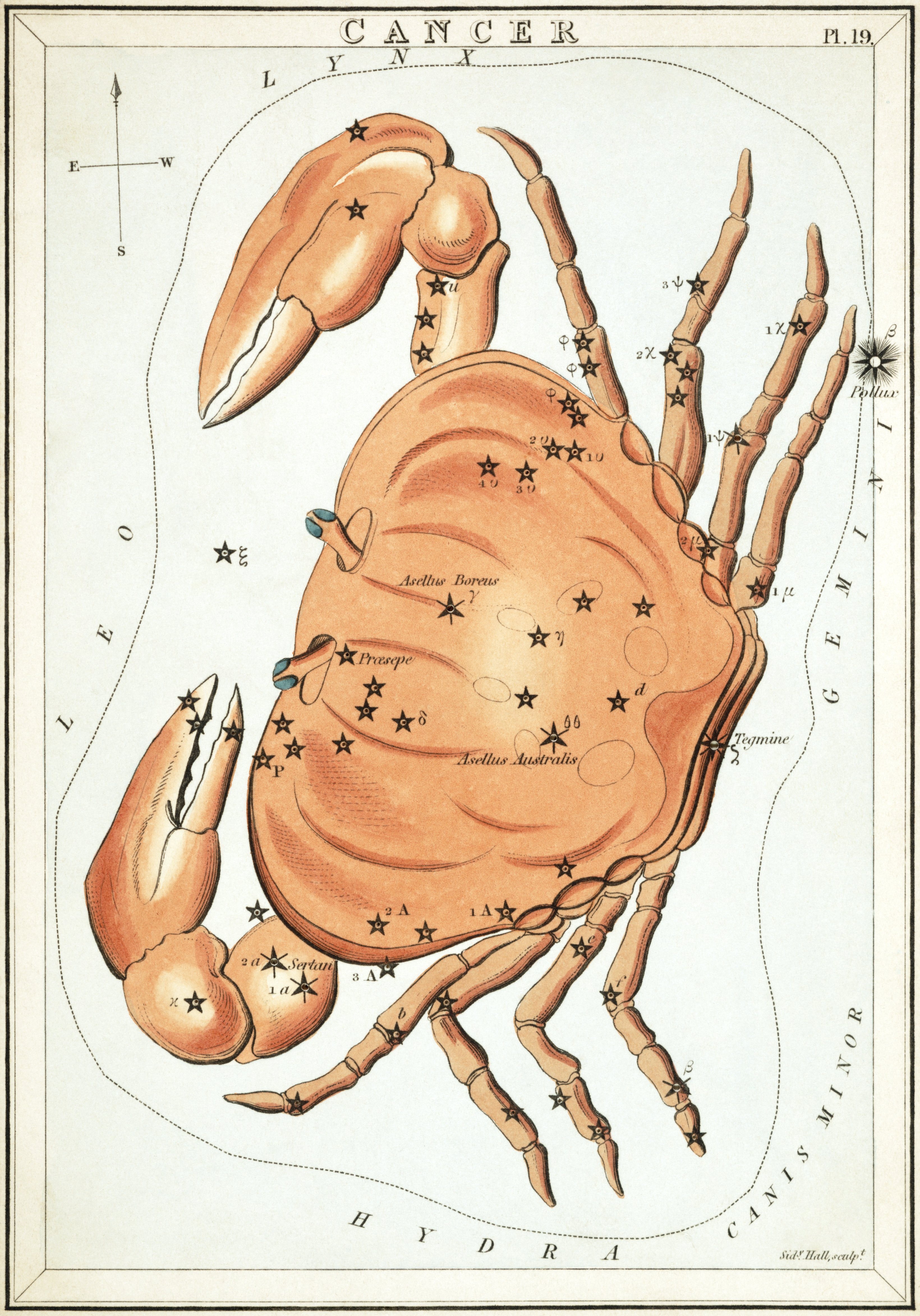
17世紀天文學家約翰·赫維留筆下的巨蟹座

當宙斯的私生子海克力士迎戰勒拿湖的九頭大蛇（長蛇座）時，海克力士的死敵赫拉派出巨蟹從沼澤竄出並偷偷攻擊海克力士的腳，海克力士一怒之下將其踩成碎片，事後赫拉撿起巨蟹，升上天空，成為巨蟹座。
另外γ星及δ星的意思為驢子，原來是當克羅諾斯等泰坦巨人迎戰宙斯時，酒神戴歐尼修斯、火神赫菲斯托斯和騎驢者加入戰團，由於泰坦巨人未曾聽過驢嘶，他們以為是怪物的叫聲而溜之大吉，於是戴歐尼修斯將驢子升上天空，以示紀念。

## 恒星
- 柳宿增十（巨蟹座β），视星等3.52等，巨蟹座最亮的恒星，距离190光年。
- 水位四（巨蟹座ζ），四合星，子星A的视星等是5.6，子星B的视星等是6.0，子星C的视星等为6.2，而子星D则为9.7。
- 巨蟹座R（英语：R Cancri），米拉变星，变光周期为361.6日。
- 巨蟹座55，双星，巨蟹座55A是与太阳差不多的黄矮星，55B则是一颗红矮星，至今已发现5个环绕着55A的太阳系外行星。

### 重要主星表
| 拜耳命名法 | 中國星官 | 英文名字          | 英文含意   | 視星等 |
| ---------- | -------- | ----------------- | ---------- | ------ |
| 巨蟹座α    | 柳宿增三 | Acubens/Sertan    | 鉗 / 蟹    | 4.26   |
| 巨蟹座β    | 柳宿增十 | Tarf/Altarf       | 鼻尖 / 眼  | 3.53   |
| 巨蟹座γ    | 鬼宿三   | Asellus Borealis  | 北面的驢子 | 4.66   |
| 巨蟹座δ    | 鬼宿四   | Asellus Australis | 南面的驢子 | 3.94   |
| 巨蟹座ζ1   | 水位四   | Tegmen            | 殼         | 6.02   |
| 巨蟹座ζ2   | 水位四   | Tegmen            | 殼         | 5.63   |
| 巨蟹座η    | 鬼宿二   | -                 | -          | 5.33   |
| 巨蟹座θ    | 鬼宿一   | -                 | -          | 5.33   |
| 巨蟹座λ    | 爟二     | -                 | -          | 5.92   |
| 巨蟹座φ1   | 爟三     | -                 | -          | 5.58   |
| 巨蟹座ψ    | 爟一     | -                 | -          | 5.73   |
| 巨蟹座8    | 水位三   | -                 | -          | 5.14   |
| 巨蟹座15   | 爟四     | -                 | -          | 5.62   |

## 深空天體

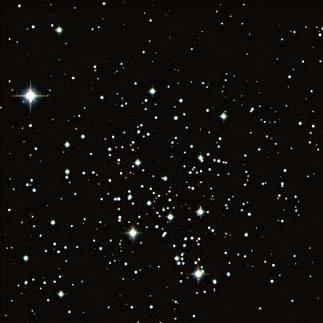
M67

- M44（鬼星團，或稱蜂巢星團），位於巨蟹座的正中的疏散星团，肉眼看起來是一團模糊的白色霧氣，中國古代把它叫做“積尸氣”。亮度为3.1等，距离为520光年。
- M67，位於柳宿增三（α）以西大而暗的疏散星團。它是银河系最古老的星團之一，年齡超過十億年。距离2700光年。
- NGC 2775，漩涡星系，亮度为10.3等。
- NGC 2535和NGC 2536，两个正在发生交互作用的星系。

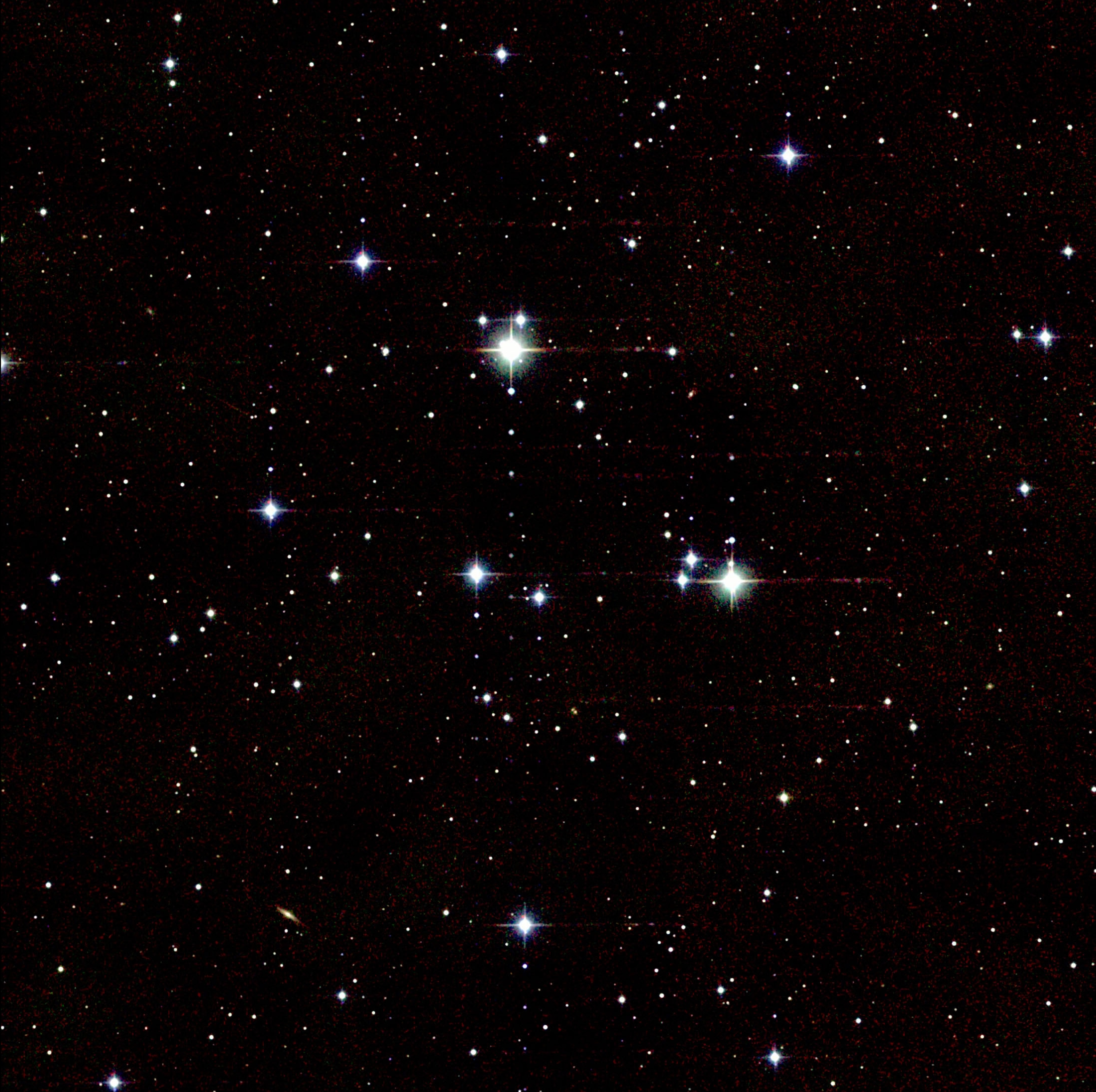
积尸（M44）

## 中国星官
中国古代传统中巨蟹座天区包括鬼宿的鬼、积尸、爟和井宿的水位等星官。
- 水位Water Level（井4）：巨蟹座8、ζ
- 鬼Ghosts（鬼4）：巨蟹座θ、η、γ、δ
- 积尸Cumulative Corpses（鬼1）：M44鬼星团
- 爟Beacon Fire（鬼4）：巨蟹座ψ、λ、φ、

## 外部連結
- AEEA天文教育資訊網 井宿天區 （页面存档备份，存于）
- AEEA天文教育資訊網 鬼宿天區 （页面存档备份，存于）
- The Deep Photographic Guide to the Constellations: Cancer （页面存档备份，存于）
- Star Tales – Cancer （页面存档备份，存于）